# Quarter Eagle
Quarter Eagle – nazwa amerykańskich złotych monet obiegowych o nominale dwóch i pół dolara amerykańskiego bitych przez U.S. Mint w latach 1796–1929. Monety o tym nominale zostały ustanowione na mocy uchwalonej 2 kwietnia 1792 roku przez Kongres ustawy Coinage Act of 1792.
W 1929 roku zaprzestano emisji monet o nominale 2½ dolara ze względu na Wielki Kryzys, który doprowadził do problemów gospodarczych i monetarnych Stanów Zjednoczonych. Zapotrzebowanie na monety Quarter Eagle zaczęło spadać i Departament Skarbu prawie wszystkie monety wyemitowane pod koniec lat 20. XX wieku skierował do rezerw państwowych. W 1933 roku zakazano posiadania złotych monet oraz złota jako kruszcu w całych Stanach Zjednoczonych, co sprawiło, że złote monety przestały być prawnym środkiem płatniczym.
W latach 1795–1929 wybito pięć typów monet Quarter Eagle: Draped Bust (1796–1807) projektu Roberta Scota, Capped Bust (1808–1834) projektu Johna Reicha, Classic Head (1834–1839) projektu Williama Kneassa, Liberty Head (1840–1907) projektu Christiana Gobrechta, Indian Head (1908–1929) projektu Beli Lyon Pratta.

## Historia

### Początki emisjiQuarter Eagle

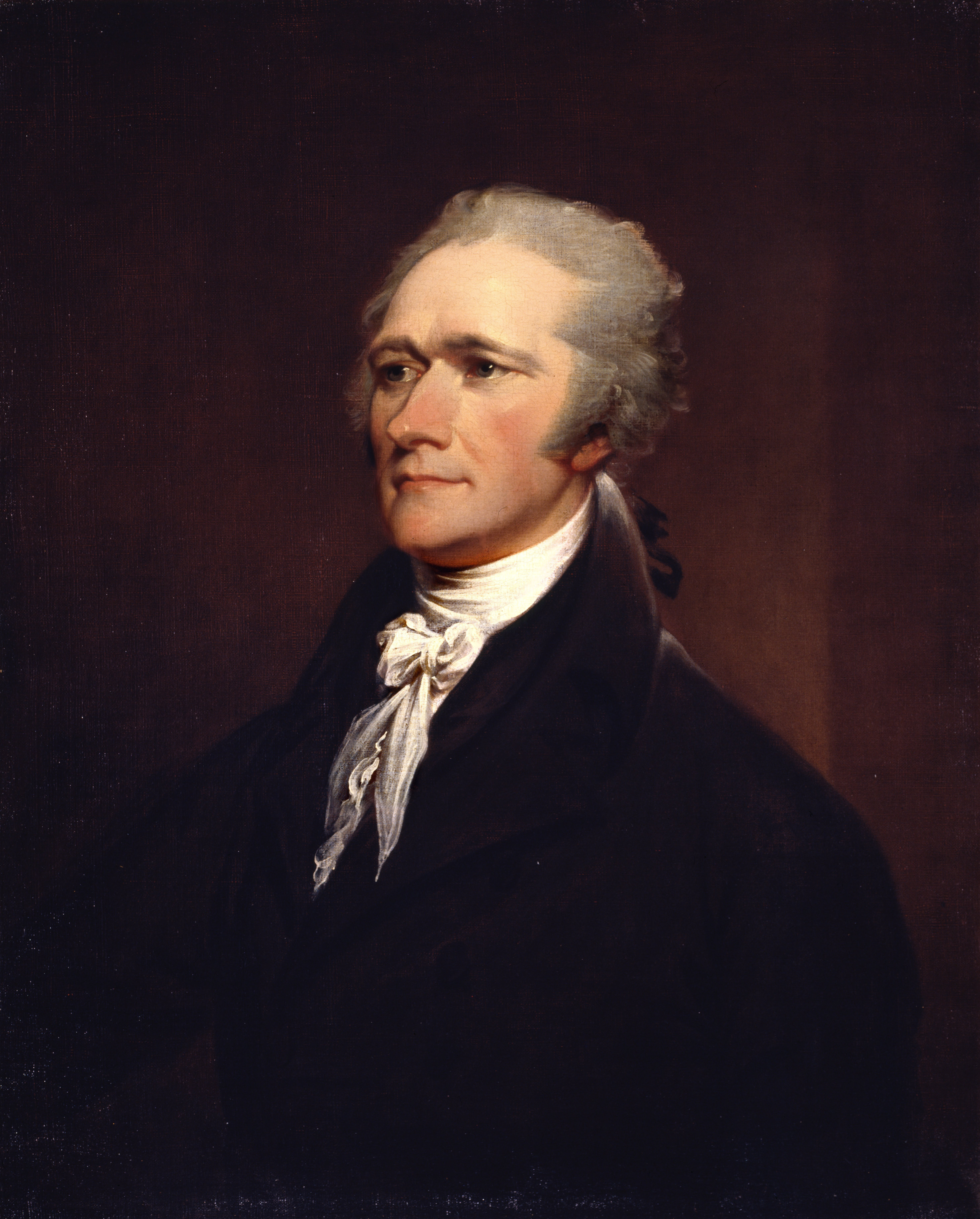
Portret Alexandra Hamiltona pędzla Johna Trumbulla z 1806 roku

Na początku lat 90. XVIII wieku sekretarz skarbu Alexander Hamilton zaproponował, aby w amerykańskim systemie monetarnym wprowadzić nominały zapisywane w systemie dziesiętnym. 2 kwietnia 1792 roku Kongres przyjął ustawę Coinage Act of 1792. Wprowadzała ona założenie Hamiltona tylko w przypadku monet złotych, obok monet Eagle i Half Eagle pojawiły się monety Quarter Eagle, czyli 2½ dolara amerykańskiego. Bowers podaje, że decyzja ta była wynikiem wprowadzenia do obiegu monety o nominale pośrednim pomiędzy srebrnym jednym dolarem, a złotą pięciodolarówką. Ustalono, że waga jednej monety Quarter Eagle powinna wynosić 67,5 grana (4,37 g) o próbie złota 916⅔.
Monety miedziane zaczęto bić już w 1793 roku. W wypadku mennictwa kruszcowego mennica napotkała przeszkody w postaci zbyt wysokich osobistych poręczeń nałożonych przez Kongres na urzędy głównego mincerza i probiercy. Wynosiły one 10 000 dolarów, co dla obu urzędników stwarzało wówczas problemy. Obaj nie mogli wnieść wystarczających poręczeń lub znaleźć dla nich pokrycia. Mennica poprosiła Thomasa Jeffersona, aby interweniował w tej sprawie u prezydenta Jerzego Waszyngtona. 30 marca 1794 roku poręczenia zostały zredukowane do 1000 dolarów dla probiercy i 5000 dolarów dla głównego mincerza. W maju 1795 roku Robert Scot rozpoczął prace nad stemplami pierwszej monety Half Eagle. Pod koniec czerwca dyrektorem mennicy został Henry William de Saussure, który nakazał rozpoczęcie bicia pierwszych złotych monet pięciodolarowych.

### Problemy z wartością złota na rynku
Latem 1796 roku Robert Scot ukończył prace nad stemplami do monet Quarter Eagle. Bowers nie wyklucza, że w pracach pomagał mu inny pracownik U.S. Mint John Gardner. W tym samym roku rozpoczęto bicie pierwszych złotych monet o nominale 2½ dolara amerykańskiego. Pogarszający się stan zdrowia Scota sprawił, że ówczesny dyrektor mennicy Robert Patterson postanowił zatrudnić nowego rytownika Johna Reicha. Ten w 1808 roku zaprojektował jedną parę stempli monety Quarter Eagle z nowym wizerunkiem. Jednak emisja monety o nowym projekcie napotkała liczne trudności. Największe zapotrzebowanie na złote monety zgłaszały banki, jednak monety o nominale dwóch i pół dolara nie cieszyły się uznaniem ze względu na swój nietypowy nominał. Banki preferowały monety pięciodolarowe. Ponadto trwające w Europie wojny napoleońskie przyczyniły się do wzrostu cen złota. Handlarze kruszcem wykupywali amerykańskie złote monety, a następnie wysyłali je do Europy, gdzie je przetapiano. Na początku XIX wieku w Stanach Zjednoczonych rynkowy stosunek wartości srebra do złota wynosił 15 do 1, a w Europie 16 do 1, co sprzyjało wywozowi złota ze Stanów Zjednoczonych. W związku z tymi wydarzeniami mennica wstrzymała bicie monet o tym nominale, ponieważ nie widziano potrzeby w emisji monet, które zaraz znikały z obiegu. W 1821 roku wybijanie Draped Bust Quarter Eagle zostało wznowione, ale już ze zmienionym wizerunkiem i wielkością. Wynikało to z ustabilizowania sytuacji w Europie, zakończenia konfliktów z Indianami na północy Stanów Zjednoczonych i z rozpoczęciem migracji osadników na zachód kraju. Banki ponownie zaczęły zamawiać w mennicy monety dwuipółdolarowe poprzez wnoszenie do mennicy depozytów w złotym kruszcu. Wzrost zainteresowania tym nominałem okazał się jednak nieoczekiwany dla U.S. Mint. Podejrzewano, że monety te mogły być używane jako prezenty.

### Rzeczywistość poCoinage Act of 1834
Sytuacja złota na rynku pozostawała jednak niezmienna. Wartość nominalna monet była mniejsza niż realna. Na rynek napłynęły pieniądze zastępcze i banknoty bez pokrycia. W odpowiedzi na tę sytuację Kongres przegłosował Coinage Act of 1834. Ustawa zmniejszyła dotychczasową wagę monet Quarter Eagle z 67,5 grana do 64,5 grana (4,17 g). Zmniejszono także próbę złota. W celu odróżnienia monet wybijanych według nowych standardów od starych, postanowiono usunąć motto „E Pluribus Unum”. Pomimo zmian wprowadzonych przez Kongres monety dwuipółdolarowe wciąż były niechętnie używane w codziennych transakcjach finansowych.

### Kalifornijska gorączka złota i wojna secesyjna

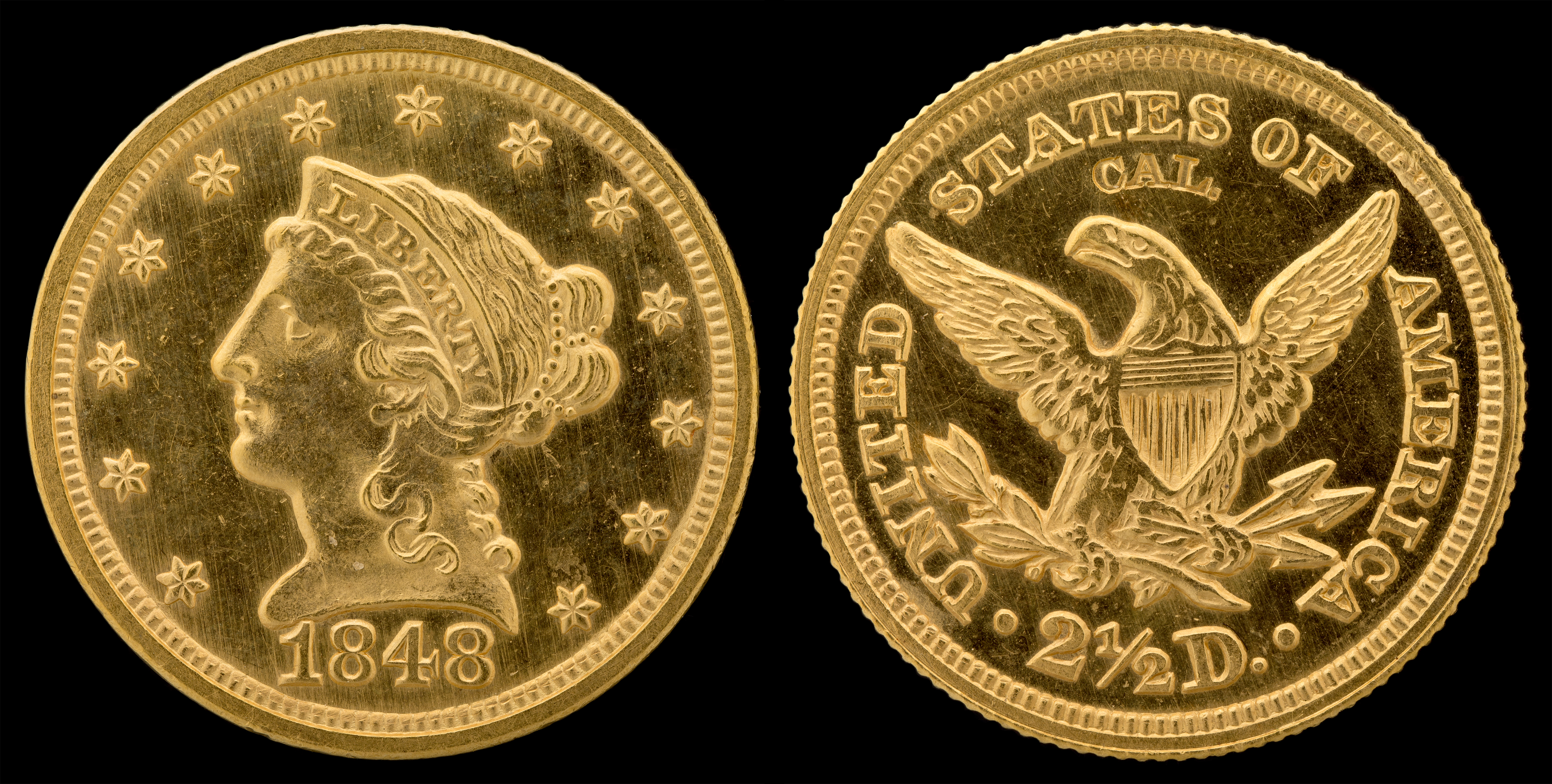
Przykład monety Quarter Eagle z oznaczeniem „CAL.”

Kalifornijska gorączka złota przyczyniła się do zwiększenia ilości złotego kruszcu na rynku. Jeszcze w grudniu 1848 roku wpłynął do U.S. Mint pierwszy depozyt kalifornijskiego złota. Podczas prób i rafinacji próbę kalifornijskiego złota ustalono na 894. Monety Quarter Eagle wybite ze złota pochodzącego z dostaw z Kalifornii z datą 1848 mają puncę „CAL.” na rewersie, co miało świadczyć o tym, skąd pochodził kruszec.
Liczba wybijanych monet dwuipółdolarowych zmalała w czasie wojny secesyjnej. Znikały one również z obiegu, ponieważ niepewne przyszłości społeczeństwo tezauryzowało monety kruszcowe. Jedna złota moneta o nominale 2½ dolara była warta 2,5 raza więcej w pieniądzu papierowym krążącym w obiegu.

### Schyłek emisji monetQuarter Eagle
Na początku wieku XX prezydent Theodore Roosevelt wyznaczył rzeźbiarza Augustusa Saint-Gaudensa do zmiany wizerunków amerykańskich monet. Artysta zmarł w 1907 roku i pozostawił po sobie projekty monet o nominale 10 i 20 dolarów. William Bigelow, fizyk i kolekcjoner dzieł sztuki, zafascynowany był wklęsłymi wizerunkami z czasów egipskich i zaproponował prezydentowi, aby takie same wklęsłe reliefy umieszczono na amerykańskich monetach. Bigelow wytypował do tego zadania Belę Lyon Pratta, rzeźbiarza z Bostonu. Stworzył on tym samym wyróżniający się w historii amerykańskiego mennictwa projekt monety o wklęsłym reliefie, której przedstawiał profil Indianina na awersie.
Na początku XX wieku monety dwuipółdolarowe nie były powszechnie spotykane w codziennym obiegu. Wynikało to z rosnącej liczby międzynarodowych rozliczeń i transakcji prowadzonych przez banki. Ilość tej monety w obiegu w Stanach Zjednoczonych rosła w okresie wakacji, kiedy banki przeprowadzały okazjonalne wypłaty. Ze względu na swój wklęsły relief monety o nominale 2½ dolara były traktowane przez Amerykanów z podejrzliwością. W 1915 roku zawieszono wybijanie tego nominału. Wznowiono je w 1925 roku na kolejne cztery lata. W 1929 roku w związku z Wielkim Kryzysem doszło w stanach do załamania gospodarczego. Coraz mniej złota trafiało do depozytu U.S. Mint, a to, które już wpływało, było używane do wybijania monet Double Eagle. W związku z tym wstrzymano wybijanie monet Quarter Eagle. Większość z wybitych pod koniec lat 20. monet zostało przetopione w latach 30. XX wieku przez władze federalne. 5 kwietnia 1933 roku prezydent Franklin D. Roosevelt wydał Executive Order 6102, który zakazywał posiadania złotych monet i złota jako kruszcu na terenie Stanów Zjednoczonych. 30 stycznia 1934 roku wszedł w życie Gold Reserve Act. Stanowił on, że złote mennictwo zostanie wstrzymane, a całe złoto powinno zostać wycofane z obiegu i przetopione w sztaby o wymiarach ustalonych przez Departament Skarbu.

## MonetyQuarter Eagle

### Draped Bust(1796–1807)
Wizerunek pierwszej monety Quarter Eagle został zaprojektowany przez rytownika Roberta Scota. Wizerunek ten został nazwany Draped Bust, chociaż jest też znany jako Capped Bust to right lub Turban Head ze względu na czapkę, która przypomina turban.
Na awersie monety Scot umieścił zwrócony w prawo Miss Liberty. Nad głową postaci znalazł się napis „LIBERTY”, a pod postacią rok wybicia monety. Na rewersie monety Scot wykorzystał wizerunek Wielkiej Pieczęci Stanów Zjednoczonych. Na środku znalazł się orzeł z rozłożonymi skrzydłami i tarczą Union Shield na piersi. Pomiędzy skrzydłami gwiazdy i chmury. W szponach orzeł trzyma gałązkę oliwną i strzały. Wzdłuż otoku znalazła się nazwa państwa „UNITED STATES OF AMERICA”. Na rewersie nie umieszczono nominału i nazwy waluty.
Monety wybijane w 1796 roku nie miały wzdłuż swojego otoku na awersie gwiazd. Wynikało to z przekonania, że w zupełności wystarczyły gwiazdy znajdujące się na rewersie. Zamieszczono je na awersie w 1796 roku w liczbie 16 gwiazd ze względu na dołączenie do Unii stanu Tennessee. Jednak dyrektor mennicy Elias Boudinot zauważył, że wraz z dołączaniem kolejnych stanów może zabraknąć miejsca na kolejne gwiazdy. W związku z tym w 1797 roku powrócono do 13 gwiazd symbolizujących założycielskie stany.
Numismatic Guaranty Company podaje, że w latach 1796–1807 wybito 19 487 sztuk monet Quarter Eagle, a wśród nich wyróżniono aż 11 odmian, co sprawia, że w tej serii wystąpiło więcej oznak rzadkości i odmienności niż dat bicia.
| Odmiany                             | Wizerunek | Charakterystyka | Charakterystyka | Charakterystyka | Charakterystyka | Charakterystyka |
| Odmiany                             | Wizerunek | waga (g)        | średnica (mm)   | krawędź         | stop            | liczba sztuk*   |
| ----------------------------------- | --------- | --------------- | --------------- | --------------- | --------------- | --------------- |
| Draped Bust bez gwiazd (1796)       |           | 4,37            | 20              | ząbkowana       | Au 916⅔         | ~ 963           |
| Draped Bust z gwiazdami (1796–1807) |           | 4,37            | 20              | ząbkowana       | Au 916⅔         | 18 524          |

* Tabela nie uwzględnia liczby wybitych monet lustrzanych.

### Capped Bust(1808–1834)
Projekt Capped Bust powstał w wyniku prac zleconych Johnowi Reichowi w celu poprawy wizerunków amerykańskich monet. Według Bowersa najpierw powstały projekty srebrnej półdolarówki i Capped Bust Half Eagle. Następnie projekt Capped Bust został zaadaptowany do Quarter Eagle. Na awersie znalazło się zwrócone w lewo popiersie Miss Liberty w materiałowej czapce z napisem „LIBERTY”. Po lewej i prawej stronie Miss Liberty znalazły się gwiazdy: siedem po lewej i sześć po prawej. Pod postacią była data wybicia monety. Na rewersie Reich umieścił orła z rozpostartymi skrzydłami i Union Shield na piersi. W szponach orła znalazły się gałązka oliwna i strzały. Pomiędzy skrzydłami Reich umieścił wstęgę z mottem „E PLURIBUS UNUM”. Wokół orła, wzdłuż otoku nazwa państwa „UNITED STATES OF AMERICA”. Pod orłem umieszczono nominał i walutę w zapisie „2½ D.”. Średnica monety w 1808 roku wynosiła 20 mm.
W 1808 roku emisję monety jednak wstrzymano. Wznowiono ją w 1821 roku ze zmienionym projektem Williama Kneassa. Pozostawiono wizerunek Capped Bust, ale pomniejszono sam wizerunek Miss Liberty na awersie. Tym samym 13 gwiazd w pełni otoczyło postać. Średnica monety została zmniejszona do 18,5 mm. Awers i rewers monety otrzymały najpierw obramowanie w kształcie koralików (1821–1827), a później Kneass dodał płaski, wysoki brzeg (1829–1834). W 1829 roku średnicę monety pomniejszono do 18,2 mm.
Projekt Capped Bust Reicha został poddany krytyce. Uważano, że przeniósł on do Stanów Zjednoczonych wpływy europejskiego mennictwa. Wizerunek Miss Liberty uznano za przedstawienie „grubej kochanki artysty”.
| Odmiany                 | Wizerunek | Charakterystyka | Charakterystyka                   | Charakterystyka | Charakterystyka | Charakterystyka |
| Odmiany                 | Wizerunek | waga (g)        | średnica (mm)                     | krawędź         | stop            | liczba sztuk*   |
| ----------------------- | --------- | --------------- | --------------------------------- | --------------- | --------------- | --------------- |
| Capped Bust (1808)      |           | 4,37            | 20                                | ząbkowana       | Au 916⅔         | 2710            |
| Capped Bust (1821–1834) |           | 4,37            | 18,5 (1821–1827) 18,2 (1829–1834) | ząbkowana       | Au 916⅔         | 42 065          |

* Tabela nie uwzględnia liczby wybitych monet lustrzanych.

### Classic Head(1834–1839)
W 1834 roku Kongres uchwalił Coinage Act of 1834, który zredukował masę złotych monet i zmniejszył próbę złota użytego do ich produkcji. Dyrektor mennicy Samuel Moore postanowił, że monety bite według nowego standardu powinny w swoim wizerunku różnić się od poprzednich. W tym celu z rewersu monety usunięto motto „E Pluribus Unum” oraz materiałową czapkę. W liście do sekretarza skarbu Leviego Woodbury’ego uznał, że łacińskie motto wyraża te same emocje i przesłanie, co nazwa państwa Stany Zjednoczone Ameryki.
Kneass w swoim projekcie Quarter Eagle, z racji na brak czasu na stworzenie własnego, inspirował się awersem monety jednocentowej projektu Johna Reicha. Na awersie umieścił zwrócony w lewo profil Miss Liberty z rozpuszczonymi na ramiona włosami i opaską z napisem „LIBERTY”. Wokół głowy znalazło się 13 gwiazd, a pod szyją Miss Liberty data wybicia monety. W środku rewersu Kneass umieścił orła z rozpostartymi skrzydłami i Union Shield na piersi. W szponach orła umieszczono strzały i gałązkę oliwną. Wokół orła nazwa państwa „UNITED STATES OF AMERICA”, a pod nim nominał i nazwa waluty w zapisie „2½ D.”.
Wśród monet z 1834 roku wyróżniono dwie odmiany awersu. Pierwsza, zwana Small Head, charakteryzuje się dość ściśle ułożonymi włosami, w prawie horyzontalnym ułożeniu. Druga odmiana, Booby Head lub Large Head, ma luźno ułożone loki ze znacznymi odstępami między nimi.
| Odmiany      | Wizerunek | Charakterystyka | Charakterystyka | Charakterystyka | Charakterystyka | Charakterystyka |
| Odmiany      | Wizerunek | waga (g)        | średnica (mm)   | krawędź         | stop            | liczba sztuk*   |
| ------------ | --------- | --------------- | --------------- | --------------- | --------------- | --------------- |
| Classic Head |           | 4,17            | 18,2            | ząbkowana       | Au 899          | 968 228         |

* Tabela nie uwzględnia liczby wybitych monet lustrzanych.

### Liberty Head(1840–1907)
W 1838 roku Christian Gobercht, wówczas jeszcze pomocnik Williama Kneassa, stworzył dla monety dziesięciodolarowej wizerunek zwany Liberty Head Eagle. W 1840 roku wizerunek Liberty Head, zwany także Coronet Head, został użyty do monety Quarter Eagle.
Gobrecht nieznacznie zmodyfikował projekty Kneassa. Pozostawił zwrócony w lewo profil Miss Liberty jednak na jej głowie umieścił diadem z napisem „LIBERTY”. Rozpuszczone dotychczas włosy Gobrecht zmienił na upięte sznurem pereł. Wokół profilu pozostawiono 13 gwiazd oraz datę pod Miss Liberty. Projekt rewersu również został trochę zmodyfikowany. Zwiększono kąt rozpostarcia skrzydeł do krawędzi monety. Przed i po nazwie państwa Gobrecht umieścił separatory w kształcie kropek. Pozostawiono również formę zapisu nominału „2½ D.”.
W 1848 roku mennic w Filadelfii wypuściła serię monet wybitych ze złota dostarczonego z Kalifornii. W celu oznaczenia tych monet, pomiędzy fragmentem nazwy państwa „STATES OF”, a orłem umieszczono skrót „CAL.”.
W 1859 roku rewers został poddany modyfikacjom. Pomniejszono litery, dzięki czemu przerwy między nimi zwiększyły się. Zmniejszono także groty strzał.
| Odmiany      | Wizerunek | Charakterystyka | Charakterystyka | Charakterystyka | Charakterystyka | Charakterystyka |
| Odmiany      | Wizerunek | waga (g)        | średnica (mm)   | krawędź         | stop            | liczba sztuk*   |
| ------------ | --------- | --------------- | --------------- | --------------- | --------------- | --------------- |
| Liberty Head |           | 4,17            | 18              | ząbkowana       | Au 900          | 11 921 171      |

### Indian Head(1908–1929)
Na początku wieku XX prezydent Theodore Roosevelt wyznaczył rzeźbiarza Augustusa Saint-Gaudensa do zmiany wizerunków amerykańskich monet. Artysta zmarł w 1907 roku i pozostawił po sobie projekty monet o nominale 10 i 20 dolarów. Początkowo chciano, aby monety o nominale pięciu i dwóch i pół dolara miały takie same projekty jak moneta Double Eagle. Jednak William Bigelow, fizyk i kolekcjoner dzieł sztuki, zafascynowany wklęsłymi wizerunkami z czasów egipskich zaproponował prezydentowi, aby takie same umieszczono na amerykańskich monetach. Bigelow wytypował do tego zadania Belę Lyon Pratta, rzeźbiarza z Bostonu. Pratt na awersie przedstawił zwrócony w lewo profil indiańskiego wodza w pióropuszu. Po jego lewej stronie umieścił sześć gwiazd, a po lewej siedem. Nad głową napis „LIBERTY”, a pod nią data wybicia. Pomiędzy datą a profilem znalazły się inicjały artysty „B.L.P.”. Rewers był najprawdopodobniej wzorowany na projekcie orła Saint-Gaudensa z medalu prezydenckiego Roosevelta. Ptak siedzi na wiązce strzał i gałązce oliwnej, zwrócony w lewą stronę. Nad orłem Pratt umieścił nazwę państwa z separatorami w formie kropek „UNITED•STATES•OF•AMERICA”. Na lewo od ptaka motto „E PLURIBUS UNUM”, na prawo dewiza „IN GOD WE TRUST”. Pod orłem nominał zapisany z separatorem „2½ DOLLARS”. Moneta była wybita innowacyjną w amerykańskim mennictwie metodą stempla z wypukłym grawerem. Wobec tego wszystkie wizerunki i inskrypcje były wklęsłe.
Taka forma wybicia miała swoich przeciwników. Jednym z nich był filadelfijski kolekcjoner Hudson Chapman, który napisał skargę do prezydenta. Skrytykował wygląd Indianina, który miał wyglądać jak „wycieńczony”, uznał, że orzeł na rewersie nie przedstawia bielika amerykańskiego. Ponadto taka forma wybicia monety sprawia, że użytkownik może odnieść wrażenie posiadania wygrawerowanego krążka, a nie monety. Poza tym w zagłębieniach może zbierać się brud.
| Odmiany     | Wizerunek | Charakterystyka | Charakterystyka | Charakterystyka | Charakterystyka | Charakterystyka |
| Odmiany     | Wizerunek | waga (g)        | średnica (mm)   | krawędź         | stop            | liczba sztuk*   |
| ----------- | --------- | --------------- | --------------- | --------------- | --------------- | --------------- |
| Indian Head |           | 4,17            | 18              | ząbkowana       | Au 900          | 7 250 261       |

* Tabela nie uwzględnia liczby wybitych monet lustrzanych.